# Rio Inhaúma
O rio Inhaúma é um curso de água que banha os estados de Pernambuco e Alagoas, no Brasil. É um afluente do rio Canhoto, nasce no município de São João e desagua no rio canhoto em São José da Laje, Alagoas.